# Andrzej z Bazylei
Andrzej z Bazylei (ur. ?, zm. 1413) – duchowny rzymskokatolicki, biskup kamieniecki, prepozyt kolegialny w Kaliszu.

## Życiorys
11 maja 1411 prekonizowany biskupem kamienieckim. Uczestniczył w przygotowaniach do utworzenia biskupstwa mołdawskiego, zmarł przed wykonaniem bulli papieskiej.